# Коммель
Комме́ль (фр. Commelle) — колишній муніципалітет у Франції, у регіоні Овернь-Рона-Альпи, департамент Ізер. Населення — 815 осіб (2011).
Муніципалітет був розташований на відстані близько 440 км на південний схід від Парижа, 50 км на південний схід від Ліона, 50 км на північний захід від Гренобля.

## Історія
До 2015 року муніципалітет перебував у складі регіону Рона-Альпи. Від 1 січня 2016 року належав до нового об'єднаного регіону Овернь-Рона-Альпи.
1 січня 2019 року Коммель, Арзе, Нантуен i Семон було об'єднано в новий муніципалітет Порт-де-Боннво.

## Демографія
Динаміка населення (INSEE ):
Розподіл населення за віком та статтю (2006):
| Стать | Всього | До 15 років | 15-24 | 25-44 | 45-64 | 65-85 | Понад 85 |
| --- | ------ | ----------- | ----- | ----- | ----- | ----- | -------- |
| Чоловіки | 336    | 68          | 32    | 108   | 60    | 68    | 0        |
| Жінки | 324    | 72          | 24    | 92    | 80    | 52    | 4        |
| \| Статево-вікова піраміда \| Статево-вікова піраміда \| Статево-вікова піраміда \| \| ----------------------- \| ----------------------- \| ----------------------- \| \| Чоловіки \| Вік \| Жінки \| \| 0 \| 85 + \| 4 \| \| 8 \| 80-84 \| 8 \| \| 20 \| 75-79 \| 8 \| \| 20 \| 70-74 \| 28 \| \| 20 \| 65-69 \| 8 \| \| 8 \| 60-64 \| 12 \| \| 32 \| 55-59 \| 24 \| \| 16 \| 50-54 \| 20 \| \| 4 \| 45-49 \| 24 \| \| 16 \| 40-44 \| 8 \| \| 32 \| 35-39 \| 28 \| \| 44 \| 30-34 \| 44 \| \| 16 \| 25-29 \| 12 \| \| 24 \| 20-24 \| 4 \| \| 8 \| 15-20 \| 20 \| \| 20 \| 10-14 \| 12 \| \| 16 \| 5-9 \| 36 \| \| 32 \| 0-4 \| 24 \| |        |             |       |       |       |       |          |
| Статево-вікова піраміда |        |             |       |       |       |       |          |
| Чоловіки | Вік    | Жінки       |       |       |       |       |          |
| 0 | 85 +   | 4           |       |       |       |       |          |
| 8 | 80-84  | 8           |       |       |       |       |          |
| 20 | 75-79  | 8           |       |       |       |       |          |
| 20 | 70-74  | 28          |       |       |       |       |          |
| 20 | 65-69  | 8           |       |       |       |       |          |
| 8 | 60-64  | 12          |       |       |       |       |          |
| 32 | 55-59  | 24          |       |       |       |       |          |
| 16 | 50-54  | 20          |       |       |       |       |          |
| 4 | 45-49  | 24          |       |       |       |       |          |
| 16 | 40-44  | 8           |       |       |       |       |          |
| 32 | 35-39  | 28          |       |       |       |       |          |
| 44 | 30-34  | 44          |       |       |       |       |          |
| 16 | 25-29  | 12          |       |       |       |       |          |
| 24 | 20-24  | 4           |       |       |       |       |          |
| 8 | 15-20  | 20          |       |       |       |       |          |
| 20 | 10-14  | 12          |       |       |       |       |          |
| 16 | 5-9    | 36          |       |       |       |       |          |
| 32 | 0-4    | 24          |       |       |       |       |          |

## Економіка
2010 року серед 489 осіб працездатного віку (15—64 років) 371 була активною, 118 — неактивними (показник активності 75,9%, у 1999 році було 73,5%). З 371 активної мешканців працювали 344 особи (189 чоловіків та 155 жінок), безробітними було 27 (8 чоловіків та 19 жінок). Серед 118 неактивних 33 особи були учнями чи студентами, 49 — пенсіонерами, 36 були неактивними з інших причин.

У 2010 році в муніципалітеті числилось 302 оподатковані домогосподарства, у яких проживали 852,5 особи, медіана доходів виносила 18 407 євро на одного особоспоживача